# Castelnaudary
Castelnaudary település Franciaországban, Aude megyében. Lakosainak száma 12 212 fő (2022. január 1.). Castelnaudary Fendeille, Issel, Mas-Saintes-Puelles, Mireval-Lauragais, Peyrens, Ricaud, Saint-Martin-Lalande, Saint-Papoul, Souilhanels, Souilhe és Villeneuve-la-Comptal községekkel határos. Itt található a Francia Idegenlégió kiképzőbázisa.

## Népesség
A település népessége az elmúlt években az alábbi módon változott:
| Lakosok száma | 9343 | 10 118 | 10 970 | 11 575 | 11 876 | 11 476 | 11 820 | 11 951 | 12 467 | 12 212 |
|               | 1962 | 1975   | 1990   | 2006   | 2011   | 2013   | 2016   | 2018   | 2020   | 2022   |